# Sayuri Osuga
Sayuri Osuga (Japans: 大菅小百合, Ōsuga Sayuri) (Shibetsu,  27 oktober 1980) is een Japans langebaanschaatsster en wielrenster. Als schaatsster is Osuga gespecialiseerd in de korte afstanden (100, 500 en 1000 meter).

## Carrière
Osuga is een van de weinige atleten die zowel aan de Olympische Zomerspelen (2004) als aan de Olympische Winterspelen (2002 en 2006) heeft meegedaan. Bij de Olympische Zomerspelen in Athene (2004) bereikte de Japanse bij het baanwielrennen de achtste plaats op de 500 meter tijdrit. Zij was ook achtste op de 500 meter schaatsen bij de Winterspelen in Torino. In haar sportieve carrière heeft Osuga vijf wereldbekerwedstrijden over 100 en 500 meter gewonnen. In de eindrangschikking van de wereldbeker was Osuga een keer eerste over 100 meter en een keer derde over 500 meter. Sinds 2006 behoort zij tot de schaatsploeg van het Japanse Daiwa House N.V.. Osuga was de Japanse recordhoudster op de 500 meter - zowel bij het schaatsen als bij het baanwielrennen.

## Persoonlijke records
| Afstand    | Tijd    | Datum           | Baan           |
| ---------- | ------- | --------------- | -------------- |
| 500 meter  | 37,51   | 10 maart 2007   | Salt Lake City |
| 1000 meter | 1.15,60 | 23 januari 2005 | Salt Lake City |
| 1500 meter | 2.00,29 | 15 maart 2001   | Calgary        |
| 3000 meter | 4.48,46 | 9 augustus 2000 | Calgary        |

## Resultaten
| Jaar | Aziatische Spelen | Olympische Spelen  | WK Afstanden      | WK Sprint | Wereld Beker                |
| ---- | ----------------- | ------------------ | ----------------- | --------- | --------------------------- |
| 1999 | 6e 500m 8e 1000m  |                    |                   |           | 23e 500m 35e 1000m          |
| 2000 |                   |                    | 4e 500m           | 11e       | 8e 500m 16e 1000m           |
| 2001 |                   |                    | 8e 500m 15e 1000m | 16e       | 10e 500m 15e 1000m          |
| 2002 |                   | 12e 500m 18e 1000m |                   | 8e        | 6e 500m 17e 1000m           |
| 2003 | 500m · 6e 1000m   |                    | 6e 500m 16e 1000m | 9e        | 500m · 12e 1000m            |
| 2004 |                   |                    |                   | 13e       | 7e 100m 14e 500m 27e 1000m  |
| 2005 |                   |                    | 7e 500m           | 10e       | 100m · 5e 500m · 44e 1000m  |
| 2006 |                   | 8e 500m            |                   | 14e       | 100m · 7e 500m · 36e 1000m  |
| 2007 | 5e 100m 5e 500m   |                    | 500m              | 9e        | 4e 100m 4e 500m 39e 1000m   |
| 2008 |                   |                    | 8e 500m           |           | 28e 100m 14e 500m 46e 1000m |
| 2009 |                   |                    | 12e 500m          |           | 4e 100m 9e 500m 59e 1000m   |
| 2010 |                   |                    |                   |           | 23e 500m                    |

### Medaillespiegel
| Kampioenschap     | Goud · | Zilver · | Brons · |
| ----------------- | ------ | -------- | ------- |
| Aziatische Spelen | 0      | 0        | 1       |
| WK Afstanden      | 0      | 0        | 1       |

## Wereldrecords
| Nr. | Afstand                 | Tijd    | Datum            | Baan      |
| --- | ----------------------- | ------- | ---------------- | --------- |
| jr1 | 500 meter junioren      | 39,38   | 31 oktober 1999  | Nagano    |
| jr2 | 500 meter junioren      | 39,36   | 28 november 1999 | Berlijn   |
| jr3 | 500 meter junioren      | 39,33   | 12 december 1999 | Innsbruck |
| jr4 | 500 meter junioren      | 38,58   | 29 januari 2000  | Calgary   |
| jr5 | 1000 meter junioren     | 1.17,49 | 30 januari 2000  | Calgary   |
| jr6 | sprintvierkamp junioren | 158,785 | 27 februari 2000 | Larvik    |
| jr7 | 1000 meter junioren     | 1.17,33 | 18 maart 2000    | Calgary   |
| jr8 | sprintvierkamp junioren | 155,565 | 19 maart 2000    | Calgary   |